# آرامستان‌های لندن

"آرامستان های لندن" یک آهنگ از گره راک Coldplay میباشد. این آهنگ توسط تمام اعضای گروه نوشته شده. 

## چارت موسیقی
| نمودار (2008)    | اوج موقعیت |
| ---------------- | ---------- |
| UK Singles Chart | 134        |
| چارت بلژیک       | 37         |